# 奶头山抗联密营
奶头山抗联密营，位于中国吉林省安图县二道乡，为一个省级文物保护单位，类型为近现代重要史迹及代表性建筑，公布时间为2007年5月31日。该文物保护单位由安图县文物管理所管理。
奶头山抗联密营的历史年代为唐代。